# Xul (Oxkutzcab)
Xul es una localidad del municipio de Oxkutzcab en el estado de Yucatán, México.

## Toponimia
El nombre (Xul) proviene del idioma maya.

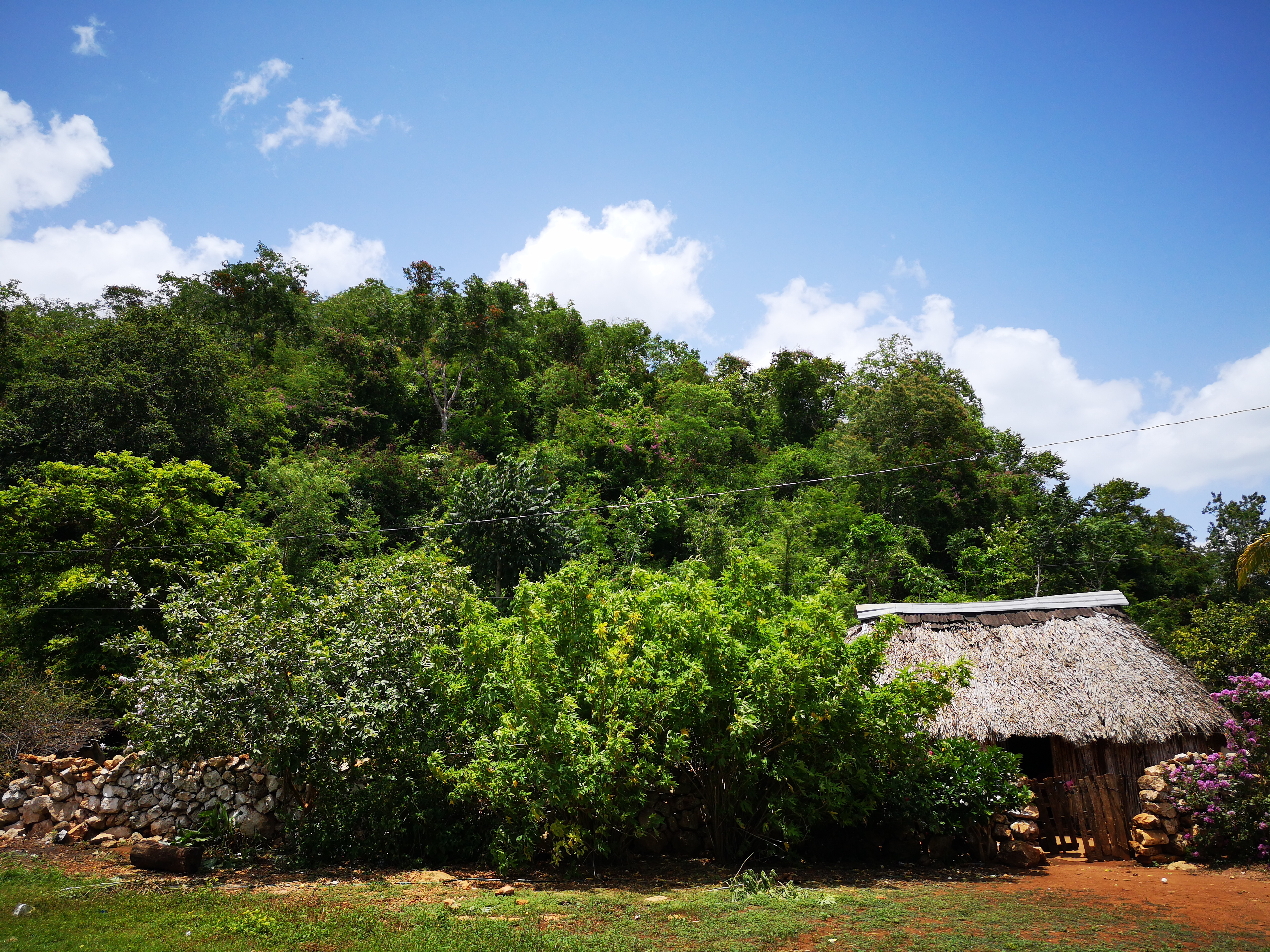
Casa de la localidad de Xul Yucatán

## Hechos históricos
- En 1955 pasa del municipio de Tekax al de Oxkutzcab.

## Demografía
Según el censo de 2005 realizado por el INEGI, la población de la localidad era de 1032 habitantes, de los cuales 482 eran hombres y 550eran mujeres.
| 535                         | 570 | 554 | 504 | 397 | 403 | 368 | 502 | 537 | 814 | 832 | 960 | 1032 |
| (Fuente: INEGI [Consultar]) |     |     |     |     |     |     |     |     |     |     |     |      |